# KHDRBS3
KHDRBS3‏ (KH RNA binding domain containing, signal transduction associated 3) هوَ بروتين يُشَفر بواسطة جين KHDRBS3 في الإنسان.